# Mirbelia rubiifolia
Mirbelia rubiifolia — небольшое кустарниковое растение рода Мирбелия семейства Бобовые. Эндемик Австралии, растёт в склерофитовых лесах и зарослях.

## История
Mirbelia rubiifolia была впервые описана в 1804 году Генри Чарльзом Эндрюсом. Она была привезена и культивировалась в Англии с 1792 года. Джеимс Эдвард Смит наименовал растение Mirbelia reticulata в 1805 году, но название не было признано, хотя позже действительно было приписано к этому роду как Mirbelia rubiifolia шотландским ботаником Джорджем Доном в 1832 году. Видовое имя произошло от его сходства с листьями растений рода Рубус.